# Staw elipsoidalny
Staw elipsoidalny (articulatio elipsoidea), inaczej  kłykciowy (articulatio condylaris) – rodzaj stawu, w którym na przekroju jedna powierzchnia ma kształt eliptyczny, wypukły w stosunku do swojej osi długiej i krótkiej, a druga powierzchnia jest wklęsła. Wykonywane ruchy to: zginanie i prostowanie, odwodzenie i przywodzenie oraz ruch wypadkowy – obwodzenie. 
Przykładem stawu elipsoidalnego jest staw promieniowo-nadgarstkowy.